# Bouaké
Bouaké é uma cidade da Costa do Marfim, situada no centro do país. Tem cerca de 536 mil habitantes. Foi fundada no fim do século XIX pelos franceses.
Em 1962, foram realizados em Bouaké os Encontros Internacionais de Bouaké, sobre a cultura tradicional africana. Estes encontros deram uma importante contribuição para uma nova abordagem do tema, no sentido de desconstruir a visão estereotipada e etnocêntrica herdada do colonialismo europeu.

## Economia
Bouaké tem na indústria de material de construção, têxtil e tabaco a suas principais atividades industriais. A cidade também possui depósitos de ouro, manganês e mercúrio em sua periferia. 

## Filhos ilustres
- Ver Categoria:Naturais de Bouaké